# Saint-Oyens
Saint-Oyens (toponimo francese) è un comune svizzero di 349 abitanti del Canton Vaud, nel distretto di Morges.

## Monumenti e luoghi d'interesse
- Chiesa riformata di San chiesa, ricostruita nel 1877-1878[1].

## Società

### Evoluzione demografica
L'evoluzione demografica è riportata nella seguente tabella:
Abitanti censiti

## Amministrazione
Ogni famiglia originaria del luogo fa parte del cosiddetto comune patriziale e ha la responsabilità della manutenzione di ogni bene ricadente all'interno dei confini del comune.

### Gemellaggi
- Saint-Oyen, dal 1968
- Saint-Oyen, dal 1986
- Montbellet, dal 2002 (frazione di Saint-Oyen)[senza fonte]